# Metazygia samiria
Metazygia samiria là một loài nhện trong họ Araneidae.
Loài này thuộc chi Metazygia. Metazygia samiria được Herbert Walter Levi miêu tả năm 1995.